# Hippocampus patagonicus
Hippocampus patagonicus е вид морско конче от семейство иглови (Syngnathidae).

## Разпространение
Видът обитава крайбрежните води в североизточната част от Бразилия до Чубут, Аржентина.